# Zawiercie
Zawiercie [zaˈvjɛrt͡ɕɛ] (während der deutschen Besetzung 1941 bis 1945 Warthenau) ist eine polnische Kreisstadt in der Woiwodschaft Schlesien. Sie zählt etwa 51.000 Einwohner (30. Juni 2014) und ist ein wichtiger Industriestandort sowie Eisenbahn- und Fernstraßenknotenpunkt.

## Geografie
Zawiercie liegt im Bergland des Krakau-Tschenstochauer Jura im Nordosten der Woiwodschaft Schlesien, rund 45 km nordöstlich von Kattowitz und etwa 70 km nordwestlich von Krakau. In der Nähe der Stadt entspringt die Warthe, die in Richtung Tschenstochau fließt.

### Stadtgliederung
Zawiercie gliedert sich in 21 Stadtteile:
- Argentyna
- Blanowice[2]
- Borowe Pole
- Bzów
- Centrum
- Dąbrowica
- Karlin
- Kromołów
- Łośnice
- Marciszów
- Miodowa
- Osiedle Piłsudskiego
- Pomrożyce
- Skarżyce
- Stary Rynek
- Stawki
- Osiedle Szymańskiego
- Osiedle Warty
- Zuzanka
- Zuzanka I
- Żerkowice
- Przyjaźń

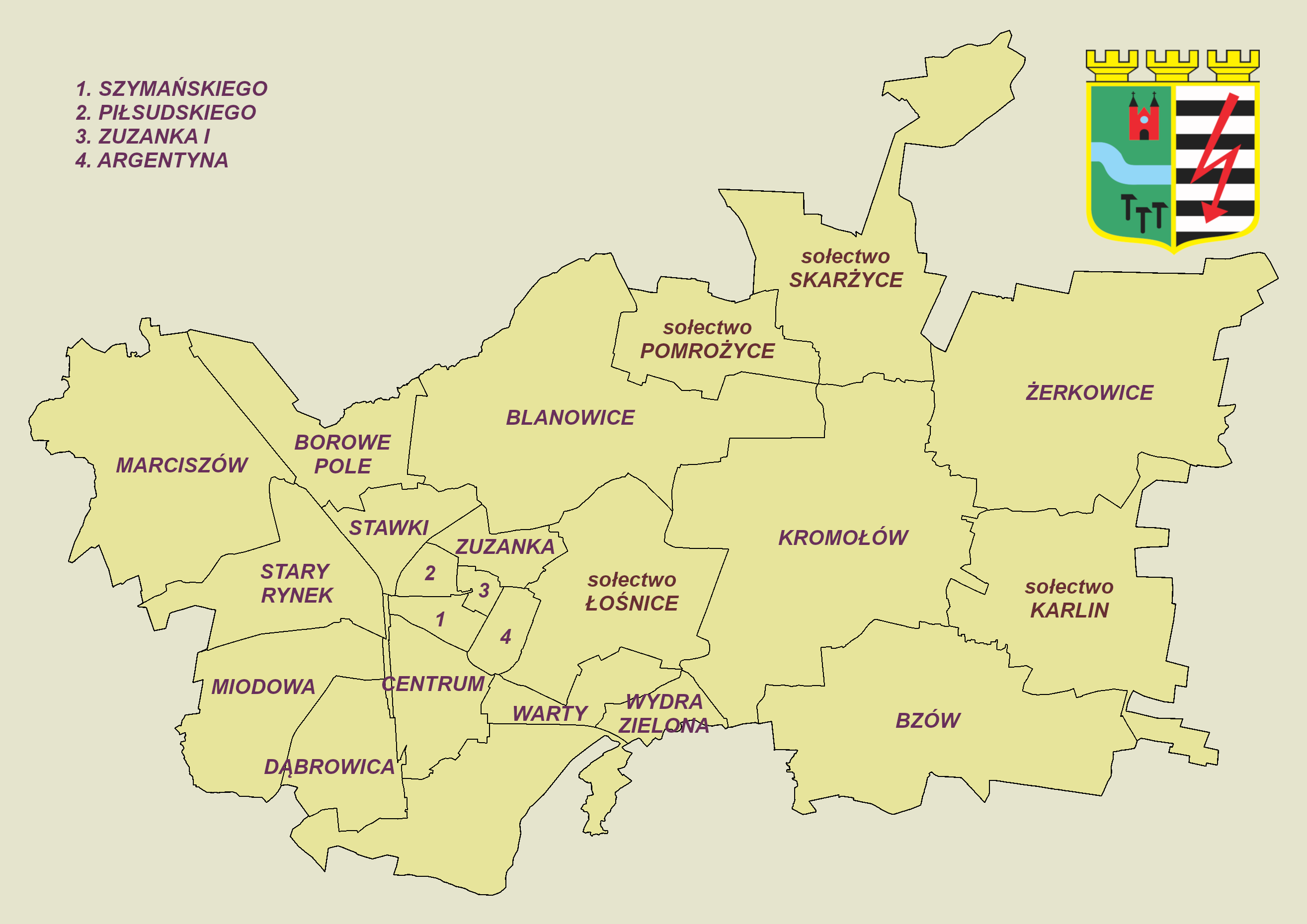
Stadtteile von Zawiercie

Davon hatten Skarżyce, Pomrożyce, Łośnice und Karlin Schulzenamt.

## Geschichte
Zawiercie wurde erstmals 1431 als Fabric (...) zawyerczska in einem Dokument des Oppelner Herzogs Bolko V. erwähnt. Die Stadt liegt im historischen Kleinpolen und blieb als Teil Polens im Kreis Lelów der Woiwodschaft Krakau (bis auf die kurze Zugehörigkeit – nach den Teilungen Polens – zu Neuschlesien 1795–1807) außerhalb der Grenzen Schlesiens, auch wenn es heute zur gleichnamigen Woiwodschaft gehört. Der Ortsname bezeichnet den Ort za [hinter] Wartą [Warthe]. Im frühen 19. Jahrhundert setzten sich für Zawiercie zwei Bezeichnungen durch: Die Bebauung an der Straße nach Poręba wurde „Zawiercie Duże“ (dt. Groß Zawiercie) genannt, die Bebauung rechts der Warthe, die zur Gemeinde Kromołów gehörte (um das Jahr 1600 Kuźnica (Eisenhammer) Niczowa genannt), wurde „Zawiercie Małe“ (dt. Klein Zawiercie) genannt. Kromołów könnte bereits 1193 urkundlich erwähnt worden sein, falls es nicht um das schlesische Kramelau ging, und stellt heute den ältesten Stadtteil von Zawiercie mit der Mutterpfarrei dar. Dieser Ort erlebte gegen Anfang des 19. Jahrhunderts dank seiner Leinenindustrie und der angesiedelten Tuchmacher seinen größten Aufschwung.
Bei der Dritten Teilung Polens wurde Zawiercie 1795 als Teil des sogenannten Neuschlesien Preußen angegliedert. 1807 fiel die Stadt samt Neuschlesien an das neugebildete Herzogtum Warschau, um nach dem Wiener Kongress ab 1815 Kongresspolen anzugehören. 1827 gab es in Zawiercie Duże 56 Häuser mit 289 Einwohnern und in Zawiercie Małe zehn Häuser mit 129 Einwohnern.
Am 1. Dezember 1847 erhielt Zawiercie Anschluss an das Eisenbahnnetz, was den Grundstein zur weiteren industriellen Entwicklung legte. Neben dieser eingleisigen Strecke wurde 1881 eine zweigleisige Verbindung angelegt, die Warschau mit Wien verband (Warschau-Wiener Eisenbahn). Bald darauf folgte 1890 ein Bahnhofsgebäude, das 1914 durch das jetzige ersetzt wurde. Auch durch neue Straßen wurde die Infrastruktur weiter ausgebaut. Die verbesserten Bedingungen bewegten die jüdische Unternehmerfamilie Ginsberg aus Berlin, eine 1833 erbaute Baumwollspinnerei zu erweitern und wettbewerbsfähig zu machen. Für die Stadt begann nun ein industrieller Aufschwung, der eng mit der Eisenbahnanbindung verknüpft war, da sich an den Bahnlinien in der Folgezeit die meisten Fabriken ansiedelten. Bald darauf wurde 1875 von Carl Brauss eine Kunstwollfabrik eröffnet.
Besonders die Eisenindustrie war in Zawiercie von großer Bedeutung, da in der Stadt und den späteren Stadtteilen zahlreiche metallverarbeitende Unternehmen und Eisenhütten wie die Hütte Ferrum entstanden, die das vor Ort ausgebeutete Eisenerz nutzen konnten. Außerdem fanden sich im Stadtgebiet große Vorkommen an Braunkohle, die ebenfalls zügig für die Industrie erschlossen wurden. In der wachsenden Stadt wurden von verschiedenen Unternehmen Arbeiterkolonien angelegt, die mit Schulen, Kirchen und Parkanlagen ausgestattet waren. 1880 wurde in Zawiercie eine Synagoge für einige Tausend Juden erbaut. Vorläufig war Zawiercie auch der Sitz einer protestantischen Gemeinde. 1887 gab es 410 Protestanten, meist deutscher Herkunft. 1911 entstand eine Filialgemeinde von Tschenstochau, 1924 wurde sie unabhängig, kurz danach mit eigener Kirche.
Bis zum Anfang des 20. Jahrhunderts hatte sich Zawiercie zu einer jungen und florierenden Industriesiedlung entwickelt, die eben „nur“ eine Siedlung war. Deshalb bemühte man sich sehr um das Stadtrecht für Zawiercie, das am 1. Juli 1915 verliehen wurde. Somit konnte sich die Stadt selbst verwalten und ihre politische und wirtschaftliche Bedeutung durch zahlreiche Eingemeindungen festigen.
Im Ersten Weltkrieg erlebte die von deutschen Truppen besetzte Stadt eine Krise. Wegen der schlecht erreichbaren Absatzmärkte und rückläufigen Industrieproduktion wurden zahlreiche Arbeitsplätze abgebaut und eine der Eisenhütten geschlossen. Engpässe bei der Versorgung der Bevölkerung mit Nahrungsmitteln führten zu einer Verschlechterung der Lebensbedingungen.

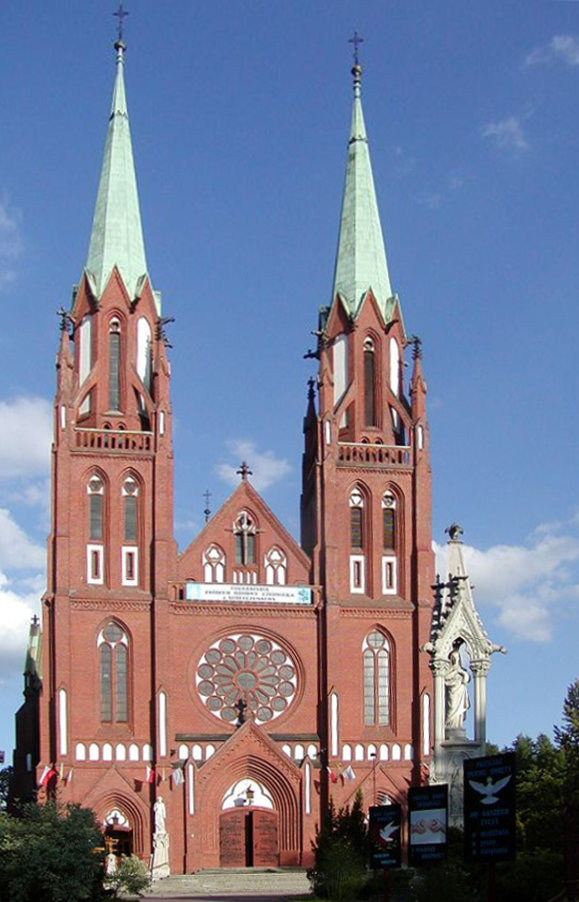
Kirche in Zawiercie

Im Jahr 1921 gab es in der Stadt im Powiat Będziński der Woiwodschaft Kielce 1590 Häuser mit 29.480 Einwohnern. Es waren überwiegend polnische Römisch-Katholiken; es gab auch 5.431 Juden und 153 Protestanten.
Misswirtschaft und anhaltende Arbeitslosigkeit verhinderten eine Besserung der Lage Zawiercies nach dem Krieg. In dieser Krisenzeit wurde Zawiercie sogar als ausgestorbene Stadt bezeichnet. Eine kleine Besserung trat 1927 ein, als Zawiercie Kreisstadt wurde und auch die kulturelle Bedeutung der Stadt stieg. Mit der Zeit entschärfte sich auch die Finanzlage und auch immer mehr Menschen fanden einen Arbeitsplatz.
Beim Überfall auf Polen 1939 wurde die Stadt von der Wehrmacht besetzt und zunächst Teil des Generalgouvernements. Am 20. November 1939 wurde die Stadt schließlich völkerrechtswidrig Teil der Provinz Schlesien und später des Gaus Oberschlesien. Dadurch wurde Zawiercie von Polen getrennt und ein Teil Schlesiens, obwohl es nie wirklich mit diesem historisch verbunden gewesen war. 1941 wurde Zawiercie in Warthenau und der – verkleinerte – Landkreis in Landkreis Warthenau umbenannt.
Nach der Befreiung durch die Rote Armee Anfang 1945 kam Zawiercie wieder zu Polen. Nach dem Zweiten Weltkrieg kam es insbesondere bis 1947 in den Industriebetrieben der Stadt zu Streiks wegen der schlechten Versorgungs- und Bezahlungslage. Trotzdem erlebte die Stadt einen Aufschwung, da neue Betriebe errichtet wurden, u. a. ab 1975 mit Hilfe der DDR eine große Baumwollspinnerei „Przyjazn“ (Freundschaft).
In den 1990er Jahren stellte die Arbeitslosigkeit ein großes Problem der Stadt dar, denn es wurden zwar Industriebetriebe wie die Hütte Zawiercie privatisiert, andererseits kam es bei vielen vor allem unproduktiven Werken auch zu Schließungen.
1975 wurde die Stadt Poręba nach Zawiercie eingemeindet (seit 1982 ist Poręba wieder eine selbständige Stadt). 1977 folgte die Gemeinde Kromołów mit Blanowice, Bzów, Karlin, Łośnice, Pomrożyce, Skarżyce und Żarkowice, die heute über die Hälfte des Gebiets der Stadt ausmacht.

## Verkehr
Zawiercie liegt am Abzweig der Bahnstrecke Grodzisk Mazowiecki–Zawiercie, einer Schnellfahrstrecke, von der Bahnstrecke Warszawa–Katowice. Der Personenverkehr Richtung Tarnowitz ist eingestellt.

## Personen
- Wilhelm Benecke (1883–1962), deutscher Politiker
- John Bleifer (1901–1992), polnisch-amerikanischer Schauspieler
- Ernst Israel Bornstein (1922–1978), Holocaust-Überlebender
- Jordan Majchrzak (* 2004), Fußballspieler
- Jerzy Piaskowski (1922–2013), Archäologe
- Hans Truttwin (1891–unbekannt), Chemiker und Hochschullehrer

## Politik

### Stadtpräsident
An der Spitze der Stadtverwaltung steht der Stadtpräsident. Seit 2014 war dies Witold Grim (Wahlkomitee „Witold Grim – Wahlen ohne Abgrenzungen“), der 2018 Łukasz Konarski unterlag. Dieser wurde 2024 wiederum von Anna Nemś (PO) abgelöst. Die turnusmäßige Wahl im April 2024 führte zu folgenden Ergebnis:
- Anna Nemś (Koalicja Obywatelska) 35,7 % der Stimmen
- Łukasz Konarski (Wahlkomitee „Bewegung für lokle Verwaltung Łukasz Konarski“) 24,4 % der Stimmen
- Paulina Pietras (Prawo i Sprawiedliwość) 14,9 % der Stimmen
- Jarosław Mazur (Wahlkomitee „Jarosław Mazur – Zawiercie im Herzen“) 13,7 % der Stimmen
- Michał Myszkowski (Wahlkomitee „Liebhaber der Region Zawiercie“) 11,4 % der Stimmen

In der daraufhin notwendigen Stichwahl setzte sich Anna Nemś mit 56,2 % der Stimmen gegen den Amtsinhaber Łukasz Konarski durch und wurde neuer Stadtpräsident.
Die turnusmäßige Wahl im Oktober 2018 führte zu folgenden Ergebnis:
- Witold Grim (Wahlkomitee „Witold Grim – Wahlen ohne Abgrenzungen“) 31,9 % der Stimmen
- Łukasz Konarski (Wahlkomitee „Konarski – Alles für Zawiercie“) 28,0 % der Stimmen
- Beata Chawuła (Prawo i Sprawiedliwość) 17,0 % der Stimmen
- Krzystof Peroń (Wahlkomitee „Krzystof Peroń – Mit Sympathie für die Region Zawiercie“) 12,2 % der Stimmen
- Ryszard Mach (Wahlkomitee „Für eine unabhängige Wahlalternative für die Region Zawiercie“) 10,9 % der Stimmen

In der daraufhin notwendigen Stichwahl setzte sich mit Łukasz Konarski der Zweitplatzierte des ersten Wahlgangs mit 53,7 % der Stimmen gegen den Amtsinhaber Grim durch und wurde neuer Stadtpräsident.

### Stadtrat
Der Stadtrat umfasst 21 Mitglieder, die direkt gewählt werden. Die Wahl im April 2024 führte zu folgendem Ergebnis:
- Koalicja Obywatelska (KO) 36,6 % der Stimmen, 8 Sitze
- Prawo i Sprawiedliwość (PiS) 26,4 % der Stimmen, 6 Sitze
- Wahlkomitee Beata Moskal-Słaniewska 24,1 % der Stimmen, 5 Sitze
- Wahlkomitee „Außerhalb des Systems“ 12,9 % der Stimmen, 2 Sitze

ie Wahl im Oktober 2018 führte zu folgendem Ergebnis:
- Koalicja Obywatelska (KO) 21,8 % der Stimmen, 5 Sitze
- Prawo i Sprawiedliwość (PiS) 21,7 % der Stimmen, 6 Sitze
- Wahlkomitee „Witold Grim – Wahlen ohne Abgrenzungen“ 16,4 % der Stimmen, 3 Sitze
- Wahlkomitee „Konarski – Alles für Zawiercie“ 12,4 % der Stimmen, 2 Sitze
- Wahlkomitee „Für eine unabhängige Wahlalternative für die Region Zawiercie“ 10,2 % der Stimmen, 2 Sitze
- Sojusz Lewicy Demokratycznej (SLD) / Lewica Razem (Razem) 9,3 % der Stimmen, 2 Sitze
- Wahlkomitee „Krzystof Peroń – Mit Sympathie für die Region Zawiercie“ 8,1 % der Stimmen, 1 Sitz

### Städtepartnerschaften
Zawiercie listet folgende Partnerstädte auf:
| Stadt                 | Land                             | seit |
| --------------------- | -------------------------------- | ---- |
| Bornheim              | Nordrhein-Westfalen, Deutschland | 2010 |
| Dolný Kubín           | Žilinský, Slowakei               |      |
| Ebensee am Traunsee   | Oberösterreich, Österreich       | 2000 |
| Kamjanez-Podilskyj    | Chmelnyzkyj, Ukraine             |      |
| Owrutsch              | Schytomyr, Ukraine               |      |
| Ponte Lambro          | Lombardei, Italien               | 2004 |
| San Giovanni la Punta | Sizilien, Italien                |      |
| Zsámbék               | Közép-Magyarország, Ungarn       |      |